# Религия на инките
Религията в империята на инките се е основавала най-вече на политеистични вярвания. Някои божества като Пачамама или Виракоча се разпространяват из цялата империя, докато други са почитани само в някои райони.

## Божества
Божествата на инките са разделени в три „царства“:
- ханан пача, звездното царство в небето;
- уку пача, вътрешноземното царство;
- кай пача, външноземното царство, в което живеят хората.

### Божества в основния пантеон
- Виракоча:[1] Той обикновено е описван като бял мъж и определян като създателят на човечеството и на всичко останало по света. Твърди се, че той създал човечеството на остров в езерото Титикака, намиращо се на границата между днешни Перу и Боливия. Той бил този, който научил хората как да живеят, предоставяйки им племенно облекло и занаяти и определяйки им къде да се устроят. Веднага след това, Виракоча изчезнал и предоставил задачата за контрола над хората на по-нисшите божества. Когато испанците нахлули в териториите на инките, те мислели, че това са богове, тъй като те приличали на образа на Виракоча.
- Инти:[2] Той е един от най-важните богове за инките и е възприеман като бога на Слънцето. Той обикновено е изобразяван като момче от обществото на инките или като златен диск с лице в средата и излизащи огнени лъчи. Инките вярвали, че Слънцето е изключително важна част от земеделието, тъй като то предпазвало и подпомагало растежа на посевите. Храмът, посветен на Инти, бил именуван Кориканча и представлявал един от най-значимите храмове за инките.